# Асевес, Даниэль
Даниэль Асевес Вильягран (исп. Daniel Aceves Villagrán; род. 18 ноября 1964, Мехико) — мексиканский борец греко-римского стиля, призёр Олимпийских игр, призёр чемпионата Центральной Америки, призёр Игр Центральной Америки и стран Карибского бассейна, призёр Панамериканских игр. Десятикратный чемпион Мексики в различных возрастных категориях. Первый мексиканский борец, завоевавший награду на олимпийских играх. Брат Роберто Асевеса, также борца, участника Летних Олимпийских игр 1984 года.

## Биография
Родился в западной части Мехико. Сын известного мексиканского борца Роберто Асевеса (выступавшего на ринге под псевдонимом «Бобби Боналес»). В 13 лет стал заниматься борьбой. Уже через год, в 1978 году занял третье место на чемпионате мира среди юниоров. В 1980 году стал чемпионом мира среди юниоров. В 1982 году стал серебряным призёром Игр Центральной Америки и стран Карибского бассейна, в 1983 году серебряным призёром Панамериканских игр.
На Летних Олимпийских играх 1984 года в Лос-Анджелесе боролся в категории до 52 килограммов (наилегчайший вес). Участники турнира, числом в 12 человек в категории, были разделены на две группы. За победу в схватках присуждались баллы, от 4 баллов за чистую победу и 0 баллов за чистое поражение. Когда в каждой группе определялись три борца с наибольшими баллами (борьба проходила по системе с выбыванием после двух поражений), они разыгрывали между собой места в группе. Затем победители групп встречались в схватке за первое-второе места, занявшие второе место — за третье-четвёртое места, занявшие третье место — за пятое-шестое места.
Несмотря на поражение в первой же встрече (при этом Асевес выигрывал со счётом 5-4 и был за минуту до конца встречи дисквалифицирован за пассивность), Асевес смог дойти до финала в групп, в котором одну встречу выиграл по дополнительным критериям (при ничьей), а второго финалиста он уже победил в предварительных встречах. В финале Асевес уступил Ацудзи Мияхаре (результат оспаривается, так как Асевес считает, что он дважды чисто положил на лопатки Мияхару) и завоевал серебряную медаль игр.
| Выступление на Олимпийских играх 1984 года | Выступление на Олимпийских играх 1984 года | Выступление на Олимпийских играх 1984 года | Выступление на Олимпийских играх 1984 года | Выступление на Олимпийских играх 1984 года | Выступление на Олимпийских играх 1984 года | Выступление на Олимпийских играх 1984 года | Выступление на Олимпийских играх 1984 года |
| Круг                                       | Соперник                                   | Страна                                     | Результат                                  | Счёт                                       | Баллы                                      | Всего баллов                               | Время схватки                              |
| ------------------------------------------ | ------------------------------------------ | ------------------------------------------ | ------------------------------------------ | ------------------------------------------ | ------------------------------------------ | ------------------------------------------ | ------------------------------------------ |
| 1                                          | Эрол Кемах                                 | Турция                                     | Поражение                                  | Дисквалификация (пассивность)              | 0                                          | 0                                          | 4:51                                       |
| 2                                          | Иван Гарчес                                | Эквадор                                    | Победа                                     | 14-2 За явным преимуществом                | 4                                          | 4                                          | 2:22                                       |
| 3                                          | Ху Жича                                    | Китай                                      | Победа                                     | 14-8                                       | 3                                          | 7                                          | 6:00                                       |
| Финал группы «B» (встреча 2)               | Тайсто Халонен                             | Финляндия                                  | Победа                                     | 9-9 по дополнительным критериям            |                                            |                                            | 6:00                                       |
| Финал группы «B» (встреча 3)               | Ху Жича                                    | Китай                                      | Победа                                     | Зачёт предварительной встреч               |                                            |                                            | 0:00                                       |
| Финал                                      | Ацудзи Мияхара                             | Япония                                     | Поражение                                  | 4-9                                        |                                            |                                            | 6:00                                       |

В 1985 году был вторым призёром турнира под названием World Super Championship. Оставил карьеру ввиду тяжёлой травмы колена.
Имеет степень в области права, степень магистра в области общественных коммуникаций и докторскую степень в области топ-менеджмента.
С 1983 по 1987 — матрос военно-морского флота Мексики. С 1988 по 1991 год являлся членом Ассамблеи представителей округа Мехико, законодательного органа Мехико. С 1992 по 1994 — директор по продвижению Федеральной прокуратуры по охране окружающей среды. С 1994 по 1996 — генеральный секретарь спортивного апелляционного арбитражного комитета. С 1996 по 1998 год работал в надзоре за защитой прав потребителей, с 1998 по 1999 — Генеральный директор по качеству учебного центра Федеральной защиты прав потребителей. С 1999 по 2000 — юрист Национального фонда развития туризма. В 2005—2006 годах работал в Министерстве социального развития. С 2007 по 2011 год — корпоративный директор по правовым вопросам Национального колледжа технического профессионального образования. С 2013 года и по настоящее время — руководитель программы Prospera при национальной комиссии социальной защиты и здоровья населения. С 2007 года является председателем Ассоциации олимпийцев Мексики, в 2013 году переизбран до 2017 года.